# Mictochroa caterva
Mictochroa caterva là một loài bướm đêm trong họ Noctuidae.